# Klaus Brinkbäumer

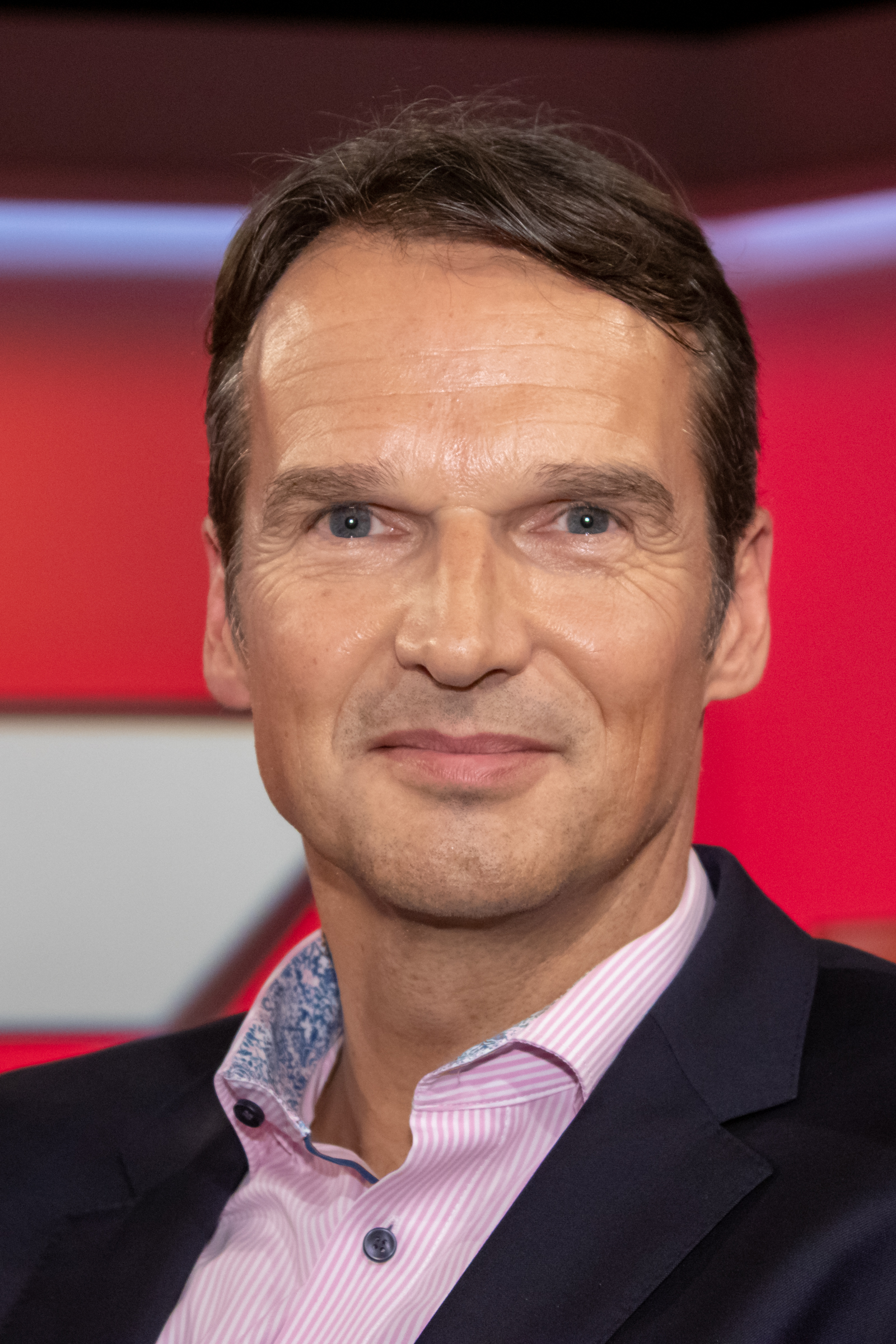
Klaus Brinkbäumer (2018)

Klaus Brinkbäumer (* 27. Januar 1967 in Münster) ist ein deutscher Journalist. Von Januar 2015 bis Oktober 2018 war er Chefredakteur des Nachrichtenmagazins Der Spiegel und Herausgeber von Spiegel Online. Von Januar 2021 bis April 2024 war er Programmdirektor des MDR in Leipzig.

## Leben und Wirken
Klaus Brinkbäumer wuchs als Sohn von Anne, geb. Nutt, und deren Ehemann Bernard Brinkbäumer in Hiltrup bei Münster auf. Nach dem Abitur am Kardinal-von-Galen-Gymnasium in Münster war er im Rahmen eines Volontariats bei Weltbild tätig und arbeitete als freier Mitarbeiter bei den Westfälischen Nachrichten (WN). Anschließend studierte er an der Ludwig-Maximilians-Universität München Psychologie und an der University of California, Santa Barbara Philosophie und Politikwissenschaft, schloss aber keinen der Studiengänge ab. Danach arbeitete er als Redakteur für die Abendzeitung, als Chefreporter für den Berliner Kurier und in der Entwicklungsredaktion des Focus.
Ab 1993 arbeitete Brinkbäumer für das Nachrichtenmagazin Der Spiegel. Zusammen mit Hans Leyendecker und Heiner Schimmöller recherchierte er den Steuerfall Peter Graf (Vater von Steffi Graf) und zusammen mit Clemens Höges die Geschichte der Vizcaína, des Schiffes, das Christoph Kolumbus auf seiner vierten und letzten Reise in die neue Welt vor der Küste des heutigen Panamas verlor. Er schrieb vor allem Auslandsreportagen, zum Beispiel über Migration aus Afrika, aber auch über die amerikanische Wirtschaftskrise von 2007 oder Menschen wie Apple-Gründer Steve Jobs und Schauspieler George Clooney. Außerdem war er Autor vieler Spiegel-Titelgeschichten und berichtete über vier amerikanische Präsidentschaftswahlen.
Zum 1. Januar 2011 übernahm Brinkbäumer die neu geschaffene Position des Textchefs und wurde Mitglied der Chefredaktion des Spiegels. Am 1. September 2011 wurde er stellvertretender Chefredakteur. Nach dem Rücktritt von Chefredakteur Wolfgang Büchner zum 31. Dezember 2014 übernahm er zunächst mit Clemens Höges dessen Aufgaben und wurde am 13. Januar 2015 zum Chefredakteur des Spiegels und Herausgeber von Spiegel Online ernannt.
Am 22. August 2018 gab der Spiegel-Verlag bekannt, dass Brinkbäumer am 1. Januar 2019 von einem Chefredakteursteam bestehend aus dem bisherigen Chefredakteur des Manager Magazin Steffen Klusmann als Vorsitzenden, der bisherigen Chefredakteurin von Spiegel Online Barbara Hans und dem bisherigen Spiegel-Reporter Ullrich Fichtner abgelöst werde. Die Printauflage des Spiegels war zuvor innerhalb von drei Jahren um 118.000 Exemplare gesunken. Außerdem gab es unterschiedliche Auffassungen, wie die Print- und die Online-Redaktion zusammengeführt werden sollen, und Brinkbäumer wurde von der Mitarbeiter KG, dem Mehrheitsgesellschafter des „Spiegel“, ein schwacher Führungsstil vorgeworfen.
Die Entscheidung war umstritten, da die Gesamtauflage des „Spiegel“ wegen der Gründung des digitalen Angebots „Spiegel Plus“ erstmals seit Jahren wieder stieg und Titelbilder wie „America First“ preisgekrönt wurden. Am 15. Oktober 2018 gab der Spiegel-Verlag bekannt, dass Brinkbäumer ab sofort nicht mehr Chefredakteur ist und seine Stellvertreter bis Jahresende seine Aufgaben übernehmen. In der Hausmitteilung des Magazins schrieb die Redaktion, Brinkbäumer habe den „Spiegel“ zu einem besseren Ort gemacht: „Als ehemaliger Leistungssportler hat er Fairness und Zusammenspiel vorgelebt und eingefordert, er hat die Stimmung im Haus wesentlich verbessert, große Geschichten wie die Schulz-Story befördert, das Bezahlangebot SPIEGEL Plus auf SPIEGEL ONLINE eingeführt, im März dieses Jahres eine Layout-Reform vorgenommen und die Fusion der beiden großen Redaktionen vorbereitet.“
Im April 2019 gab die Wochenzeitung Die Zeit bekannt, dass Brinkbäumer fortan für sie als Autor tätig sein werde. Er werde vor allem für die Ressorts Politik, Feuilleton, Dossier und für das Zeitmagazin schreiben und zunächst aus den USA berichten, wohin er seinerzeit seinen Lebensmittelpunkt verlegt hatte. Zusammen mit Rieke Havertz moderiert er seit März 2020 den Podcast OK, America?, den Zeit Online zunächst allein produzierte und seit Januar 2021 zusammen mit dem MDR produziert. Ab März 2020 arbeitete er außerdem als Berater für die Content-Marketing-Agentur Looping Group. Zusammen mit Stephan Lamby produzierte er den am 26. Oktober 2020 auf Das Erste ausgestrahlten Dokumentarfilm Im Wahn – Trump und die Amerikanische Katastrophe und veröffentlichte am 17. November 2020 ein gleichnamiges Buch.
Am 7. Dezember 2020 wählte der MDR-Rundfunkrat Brinkbäumer zum Programmdirektor des MDR in Leipzig. Er trat den Posten am 15. Januar 2021 an. Die Entscheidung wurde wegen mangelnden Bezugs zu Ostdeutschland und seiner angeblich geringen Rundfunkerfahrung kritisiert. Während seiner Amtszeit machte der MDR das erfolgreichste Dritte Programm der ARD (2021: 10,3 Prozent Marktanteil; 2022: 10,0; 2023: 10,1), während die Abrufzahlen des MDR in der ARD-Mediathek um über 20 Prozent pro Jahr stiegen. Zum 1. Mai 2024 gab er den Posten des MDR-Programmdirektors im Zusammenhang mit Sparmaßnahmen des Senders ab, behielt aber seinen Vertrag und sein Gehalt, was auf Kritik stieß. Er ist weiterhin als Moderator, Filmemacher und Experte für Außen- und Weltpolitik für den MDR tätig.
Brinkbäumer ist seit Januar 2023 abwechselnd neben Matze Knop und Wolfgang Lippert Co-Moderator an der Seite von Kim Fisher in der Talk-Sendung Riverboat.
Brinkbäumer ist Koordinator des Kinder- und Familienangebots der ARD und Mitglied im Stiftungsrat des Börsenvereins des Deutschen Buchhandels. Zudem ist er Mitglied in den Aufsichtsräten von Mitteldeutscher Medienförderung (MDM), Saxonia Media GmbH und MDR Media. Er war Dozent der Henri-Nannen-Schule, der Hamburger Akademie für Publizistik und des Institut zur Förderung publizistischen Nachwuchses (ifp) in München. Er war Jurymitglied des Nannen-Preises und ist Mitglied des FC St. Pauli sowie des Cospudener Yacht-Clubs Markkleeberg. Er war mehrfacher Deutscher Jugendmeister im Volleyball und spielte für 1860 München in der Bundesliga. Als Segler wurde er 2018 mit seiner Crew auf dem Bodensee Deutscher Vizemeister in der Klasse J/70. 
Brinkbäumer ist verheiratet mit der Journalistin Samiha Shafy und lebt aktuell in Leipzig. Er hat eine Tochter und einen Sohn.

## Bücher
- Klaus Brinkbäumer, Hans Leyendecker, Heiner Schimmöller: Reiche Steffi, armes Kind – Die Akte Graf, Spiegel-Buchverlag, Hamburg 1996, ISBN 3-455-15005-5.
- Klaus Brinkbäumer, Clemens Höges: Die letzte Reise – Der Fall Christoph Columbus, Spiegel-Buchverlag/DVA, München & Hamburg 2004, ISBN 3-421-05823-7.
- Klaus Brinkbäumer: Der Traum vom Leben – Eine afrikanische Odyssee, S. Fischer Verlag, Frankfurt am Main 2006, ISBN 978-3-10-005103-5.
- Klaus Brinkbäumer: Unter dem Sand, S. Fischer Verlag, Frankfurt am Main 2007, ISBN 978-3-596-17502-4.
- Klaus Brinkbäumer (Hrsg.): 70 – Der Spiegel 1947 bis 2017, DVA, München 2017, ISBN 978-3-421-04770-0.
- Klaus Brinkbäumer: Nachruf auf Amerika, S. Fischer Verlag, Frankfurt am Main 2018, ISBN 978-3-10-397232-0.
- Klaus Brinkbäumer, Samiha Shafy: Das kluge, lustige, gesunde, ungebremste, glückliche, sehr lange Leben: Die Weisheit der Hundertjährigen. Eine Weltreise, S. Fischer Verlag, Frankfurt am Main 2019, ISBN 978-3-10-397353-2.
- Klaus Brinkbäumer, Stephan Lamby: Im Wahn – Die amerikanische Katastrophe, Verlag C. H. Beck, München 2020,  ISBN 978-3-406-75639-9.

## Auszeichnungen
- 1997: Axel-Springer-Preis für „Verlieren bedeutet Sterben“
- 2007 wurde Klaus Brinkbäumer für seine im „Spiegel“ erschienene Reportage „Die afrikanische Odyssee“  mit dem Henri-Nannen-Preis in der Kategorie „Reportage“ (Egon-Erwin-Kisch-Preis) ausgezeichnet.[29]
- 2009: Henri Nannen Preis, Kategorie Dokumentation, für „Der Bankraub“
- 2009: Deutscher Reporterpreis, Kategorie Text des Jahres, für „Der Bankraub“
- 2009 wurde Brinkbäumer gemeinsam mit Beat Balzli, Ullrich Fichtner, Hauke Goos, Thomas Hüetlin und Christoph Pauly für ihren Bericht über die American International Group im Spiegel als Wirtschaftsredakteur des Jahres 2009 durch das Medium Magazin geehrt.[30]

- 2015: Lead Awards, Cover des Jahres, Gold: „Die letzten Zeugen“
- 2016: ADC Awards, Cover des Jahres/Magazin: Silberner Nagel für „Ausgeliefert“, Bronzener Nagel für „Die letzten Zeugen“
- 2016: Chefredakteur des Jahres (Jury des Medium-Magazins)
- 2017: ADC Awards, Cover des Jahres/Magazin: Grand Prix und Goldener Nagel für „Das Ende der Welt“
- 2017: „Reporter der Welt“ für investigativen Journalismus, vergeben von der spanischen Zeitung „El Mundo“